# Emilio Ostorero
Emilio Ostorero (Avigliana, 23 novembre 1934 – Torino, 21 luglio 2023) è stato un pilota motociclistico italiano.

## Biografia
Figlio di un barcaiolo del Lago Grande di Avigliana, nell'allora provincia di Torino, Ostorero fece le sue prime esperienze nelle gincane a inizio anni cinquanta, in sella ad una Beta 160. La sua prima apparizione sui campi di motocross fu nel 1952, su una Alpino 175 affidatagli dal concessionario torinese della Casa di Stradella, presso cui lavorava come meccanico. Nel 1956 passò alla FB Mondial, conquistando quell'anno il titolo italiano della 250. Il torinese restò alla corte dei fratelli Boselli anche la stagione seguente, vincendo i titoli di 250 e 500.
Passato alla MI-VAL nel 1958, Ostorero vinse il titolo della 500 nel 1958 e nel 1959, prima di accasarsi alla Bianchi nel 1960. Con le moto della Casa milanese vinse un titolo italiano (250 nel '60) e la gara di Campionato Europeo 250 disputatasi nella natia Avigliana il 5 giugno 1960, battendo campioni come Torsten Hallman e Jeff Smith.
Nel 1962 Ostorero acquistò una Husqvarna 500. Con la moto svedese il pilota torinese vinse quattro titoli italiani consecutivi della mezzo litro, oltre a tre titoli (dal 1964 al 1966) in 250. Nel 1966 Ostorero vinse anche l'ennesimo titolo italiano della 500 in sella ad una BSA.
Dopo alcune stagioni a fine anni sessanta in cui si alternò in sella a ČZ, Bultaco e OSSA senza vincere il titolo, nel 1970 ritornò alla vittoria, ottenendo una doppietta con Bultaco (250) e Husqvarna (500). Dopo aver sfiorato il titolo 1971 della 500, perdendolo all'ultima gara per la rottura di un ammortizzatore, Ostorero corse sino al 1976. Nel 1984, a cinquanta anni, partecipò al Rally dei Faraoni su una Honda, finendo al sesto posto assoluto.
Dopo il ritiro, Ostorero fu per dodici anni commissario unico della nazionale di motocross. Nel 1971 fu insignito del titolo di cavaliere dell'Ordine al merito della Repubblica italiana dal presidente Giuseppe Saragat; a questa onorificenza fece seguito, nel 1984, quella di commendatore.
Era soprannominato Leone di Avigliana.
È deceduto a Torino nel luglio 2023 all'età di 88 anni.